# Henrik Djernis
Henrik Djernis (Seeland, 22 april 1966) is een voormalig Deens mountainbiker en veldrijder. Hij was prof van 1994 tot 2001. In 1992, 1993 en 1994 werd Djernis driemaal op rij wereldkampioen mountainbike. In het veldrijden werd hij wereldkampioen bij de amateurs in 1993 en in 1998 behaalde hij brons op het wereldkampioenschap veldrijden voor eliterenners.

## Erelijst

### Mountainbike
| Seizoen | Wereldbeker          | Kampioenschappen | Overige | Totaal aantal zeges |
| ------- | -------------------- | ---------------- | ------- | ------------------- |
| 1985    |                      |                  |         | 0                   |
| 1986    |                      |                  |         | 0                   |
| 1987    |                      |                  |         | 0                   |
| 1988    |                      |                  |         | 0                   |
| 1989    |                      |                  |         | 0                   |
| 1990    |                      |                  |         | 0                   |
| 1991    |                      |                  |         | 0                   |
| 1992    |                      | WK               |         | 1                   |
| 1993    | Berlijn              | WK, DK           |         | 3                   |
| 1994    | Houffalize, Plymouth | WK, DK           |         | 4                   |
| 1995    |                      |                  |         | 0                   |
| 1996    |                      |                  |         | 0                   |
| 1997    |                      | DK               |         | 1                   |
| 1998    |                      | DK               |         | 1                   |
| 1999    |                      | DK               |         | 1                   |
| 2000    |                      | DK               |         | 1                   |

### Veldrijden
| Seizoen   | Wereldbeker | Superprestige | GvA Trofee | Kampioenschappen | Overige         | Totaal aantal zeges |
| --------- | ----------- | ------------- | ---------- | ---------------- | --------------- | ------------------- |
| 1984-1985 |             |               |            | DK               |                 | 1                   |
| 1985-1986 |             |               |            | DK               |                 | 1                   |
| 1986-1987 |             |               |            | DK               | Frankfurt       | 2                   |
| 1987-1988 |             |               |            | DK               | Milaan          | 2                   |
| 1988-1989 |             |               |            | DK               | Berlijn         | 2                   |
| 1989-1990 |             |               |            | DK               | Milaan, Berlijn | 3                   |
| 1990-1991 |             |               |            | DK               |                 | 1                   |
| 1991-1992 |             |               |            | DK               |                 | 1                   |
| 1992-1993 |             |               |            | WK AM, DK        | Meilen          | 2                   |
| 1993-1994 |             |               |            | DK               |                 | 1                   |
| 1994-1995 |             |               |            | DK               |                 | 1                   |
| 1995-1996 |             |               |            | DK               |                 | 1                   |
| 1996-1997 |             |               |            | DK               |                 | 1                   |
| 1997-1998 |             |               |            | DK               |                 | 1                   |
| 1998-1999 |             |               |            |                  |                 | 0                   |
| 1999-2000 |             |               |            | DK               |                 | 1                   |
| 2000-2001 |             |               |            | DK               |                 | 1                   |

### Jeugd
- 2x DK veldrijden, junioren: 1983 en 1984